# Ágios Martínos (Corfou)
Ágios Martínos (grec moderne : Άγιος Μαρτίνος) est une localité située dans le dème de Corfou-Nord, dans le district régional de Corfou, dans la périphérie des Îles Ioniennes, en Grèce.
Selon le recensement de 2021, elle compte 130 habitants.